# Фаунтенгед-Орчард-Вілледж (Меріленд)
Фаунтенгед-Орчард-Вілледж (англ. Fountainhead-Orchard Hills) — переписна місцевість (CDP) в США, в окрузі Вашингтон штату Меріленд. Населення — 6189 осіб (2020).

## Географія
Фаунтенгед-Орчард-Вілледж розташований за координатами 39°41′16″ пн. ш. 77°43′2″ зх. д. / 39.68778° пн. ш. 77.71722° зх. д. (39.687836, -77.717298).  За даними Бюро перепису населення США в 2010 році переписна місцевість мала площу 11,43 км², уся площа — суходіл.

## Демографія
Згідно з переписом 2010 року, у переписній місцевості мешкало 5666 осіб у 2224 домогосподарствах у складі 1571 родини. Густота населення становила 496 осіб/км².  Було 2370 помешкань (207/км²).
Расовий склад населення:
| - 84,8 % — білих - 6,9 % — чорних або афроамериканців - 3,7 % — азіатів - 0,2 % — корінних американців - 0,1 % — вихідців з тихоокеанських островів - 2,0 % — осіб інших рас |

До двох чи більше рас належало 2,4 %. Частка іспаномовних становила 5,1 % від усіх жителів.
За віковим діапазоном населення розподілялося таким чином: 23,7 % — особи молодші 18 років, 59,3 % — особи у віці 18—64 років, 17,0 % — особи у віці 65 років та старші. Медіана віку мешканця становила 41,6 року. На 100 осіб жіночої статі у переписній місцевості припадало 97,8 чоловіків;  на 100 жінок у віці від 18 років та старших — 94,4 чоловіків також старших 18 років.
Середній дохід на одне домашнє господарство  становив 88 528 доларів США (медіана — 75 576), а середній дохід на одну сім'ю — 104 422 долари (медіана — 93 542). Медіана доходів становила 54 880 доларів для чоловіків та 41 667 доларів для жінок. За межею бідності перебувало 5,7 % осіб, у тому числі 2,2 % дітей у віці до 18 років та 0,2 % осіб у віці 65 років та старших.
Цивільне працевлаштоване населення становило 2936 осіб. Основні галузі зайнятості: освіта, охорона здоров'я та соціальна допомога — 16,2 %, виробництво — 14,3 %, публічна адміністрація — 11,4 %, фінанси, страхування та нерухомість — 11,1 %.